# Via dei Marsi
La via dei Marsi è una rete di sentieri di epoca preromana che si snoda lungo l'Appennino abruzzese, nel territorio della Marsica, per un'estensione di circa 600 chilometri.

## Descrizione

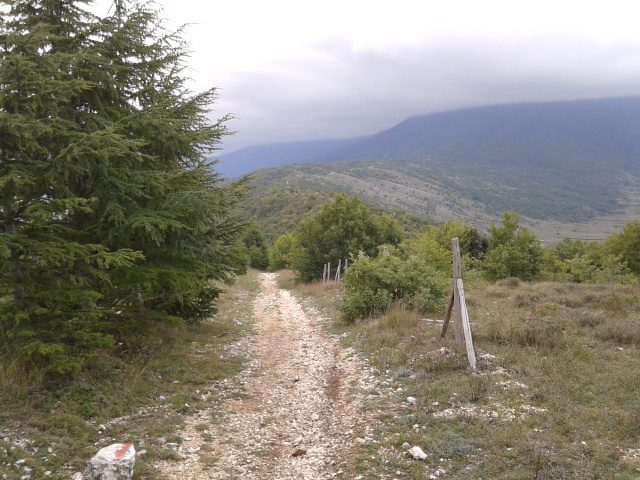
Un tratto del sentiero

La rete dei sentieri che forma la via dei Marsi è composta da sei tappe che attraversano e congiungono i territori marsicani della piana del Cavaliere e del parco nazionale d'Abruzzo, Lazio e Molise. Nei pressi del valico del monte Salviano inizia il percorso panoramico riscoperto per primo nel corso degli anni novanta che si interseca lungo la via dei Marsi, un antico sentiero già esistente in epoca preromana che veniva utilizzato dal popolo italico dei Marsi per raggiungere a ridosso dei periodi invernali le aree più calde, poste a sud sud-ovest rispetto all'area del Fucino, dove veniva portato il bestiame lungo uno dei bracci tratturali della transumanza abruzzese.
Nel corso della storia una parte del sentiero veniva attraversato per svalicare l'Appennino centrale con il fine di portare, in tempi il più possibilmente brevi, le anatre o la ricca pescagione del lago Fucino ai mercati di Roma, in particolare a quello di piazza della Rotonda al Pantheon.

## Storia
L'antico sentiero della via dei Marsi è stato riscoperto a cominciare dal 1993 con la creazione del parco periurbano del Salviano, area che dal 1999 è stata ufficialmente riconosciuta dalla Regione Abruzzo come riserva naturale guidata Monte Salviano, e ufficialmente inaugurato nel 2002.
Incluso nel sentiero europeo E1, collega il monte Salviano (SIC), attraverso l'itinerario della Cunicella (939 m s.l.m.), al bosco di Lucus Angitiae e al parco nazionale d'Abruzzo, Lazio e Molise.
Il progetto denominato "La via dei Marsi: la spina verde marsicana", itinerario ambientale-storico-culturale-religioso e turistico, è pienamente connesso al sentiero rivalutato negli anni novanta ed è allargato alle altre aree del territorio marsicano, collegando da nord a sud i monti Simbruini e Carseolani con la riserva naturale del monte Salviano e con il parco nazionale d'Abruzzo, Lazio e Molise e da est ad ovest la valle del Giovenco alla Vallelonga, alla valle Roveto e ai monti Ernici. Tale progetto ha ottenuto una menzione speciale in occasione del "premio del paesaggio 2012-2013", istituito dal consiglio d'Europa. Inoltre è stato incluso nella rete dei cammini della via Francigena.
Il 27 novembre 2012 sul valico del monte Salviano è stato inaugurato l'itinerario panoramico, un percorso attrezzato che ha arricchito la rete sentieristica della riserva naturale.
Nel 2016 grazie ad attività di divulgazione e valorizzazione sono state avanzate ipotesi concrete sulla possibilità di candidare la Marsica a riserva della biosfera, qualifica internazionale assegnata dall'UNESCO.
La via dei Marsi e la riserva naturale guidata Monte Salviano sono gemellate con l'area di conservazione regionale peruviana bosco di Puya Raimondi e di Titankayocc e con l'area protetta naturale Ruta de la Papa, situata nella località di Condorcchoca (provincia di Cangallo) a sud di Ayacucho, città a sua volta gemellata con il comune di Avezzano dal 2001.

## Itinerari
Il sentiero nella sua integrità fa parte del sistema della rete sentieristica marsicana che include gli itinerari di mobilità dolce dei percorsi escursionistici, ciclopedonali e delle ippovie.
Si compone di sei tappe che attraversano la Marsica da Carsoli ad Opi.
La prima tappa attraversa la piana del Cavaliere e giunge fino a Tagliacozzo.
La seconda percorre i piani Palentini fino a Magliano de' Marsi. La terza raggiunge il valico del monte Salviano nel territorio di Avezzano.
Il tratto che si dirama dal valico percorre i monti d'Aria, Alto e Longagna, la Serra Lunga (tra Vallelonga e valle Roveto) e i monti Marsicani nell'area del parco nazionale d'Abruzzo, Lazio e Molise.

### Il cammino della bauxite

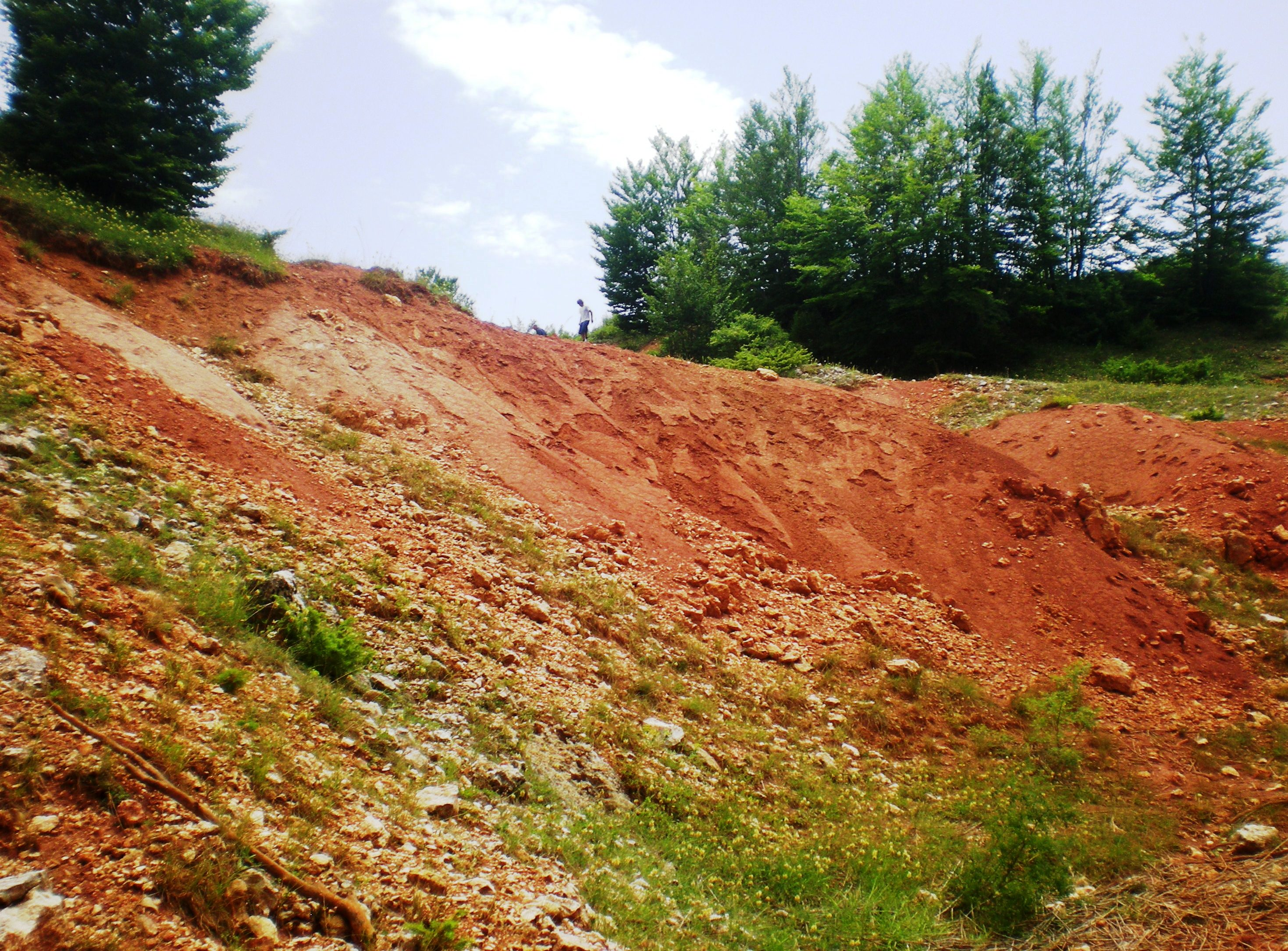
La miniera dismessa di bauxite a Collerosso di Lecce nei Marsi

Uno degli anelli di congiunzione della via dei Marsi è il cammino della bauxite che si snoda tra i comuni di Villavallelonga, Lecce nei Marsi e Bisegna, attraversando i territori montani posti a sud sudest del Fucino. Nel territorio comunale di Lecce nei Marsi, oltre il vallone di Lecce Vecchio, in località Collerosso a 1426 m s.l.m., è  situato il geosito della miniera dismessa di bauxite, a ridosso dei confini del parco nazionale d'Abruzzo, Lazio e Molise. Scoperta nei primi anni dell'Ottocento, fu sfruttata per fondere negli altiforni il minerale rosso per estrarne soltanto ferro, in quanto all'epoca non si conosceva l'esistenza dell'alluminio (di cui ne conteneva circa il 60%), come peraltro non esisteva ancora il termine "bauxite". Il minerale, raccolto a Collerosso, veniva trasportato da muli lungo un sentiero d'alta quota fino alla ferriera di San Sebastiano dei Marsi, frazione di Bisegna, dove veniva trasformato in ferro a beneficio dei comuni vicini. Dismessa nel 1859, alla vigilia dell'Unità d'Italia, riprese vita solo 40 anni dopo nel 1901 e iniziò la sua produzione costante nel 1904. La bauxite in questo periodo veniva trasportata e lavorata con il metodo elettrochimico presso lo stabilimento Bussi Officine di Bussi sul Tirino, nella contemporanea provincia di Pescara. La miniera di Lecce è stata uno dei più importanti siti minerari del suo genere in territorio italiano, fino al 1930, quando smise di produrre, per riaprire temporaneamente dagli anni cinquanta agli anni sessanta, per poi chiudere definitivamente.

## Galleria d'immagini

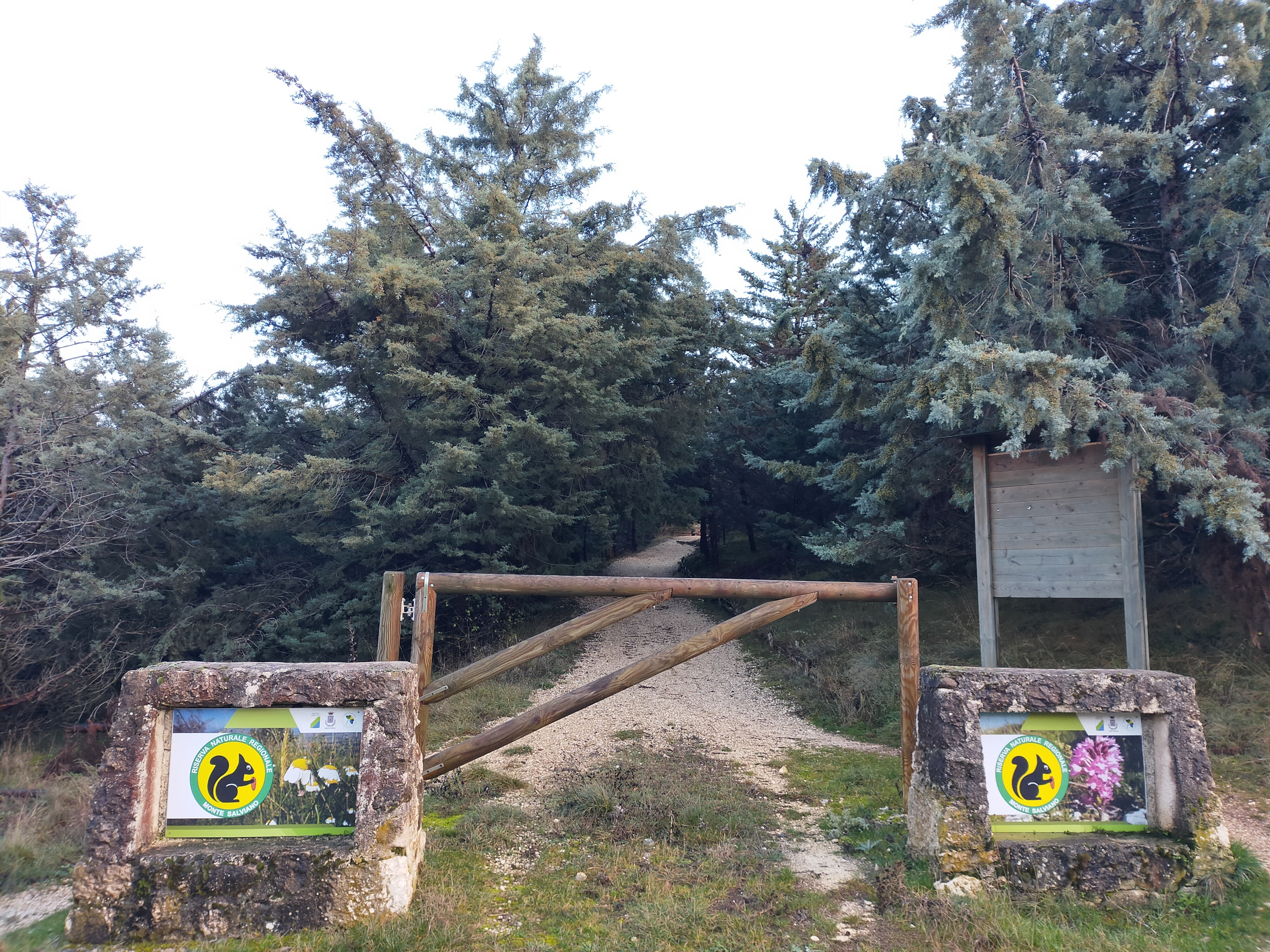
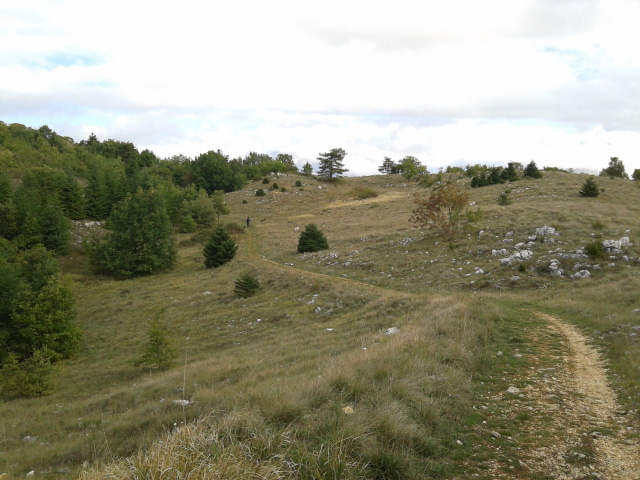
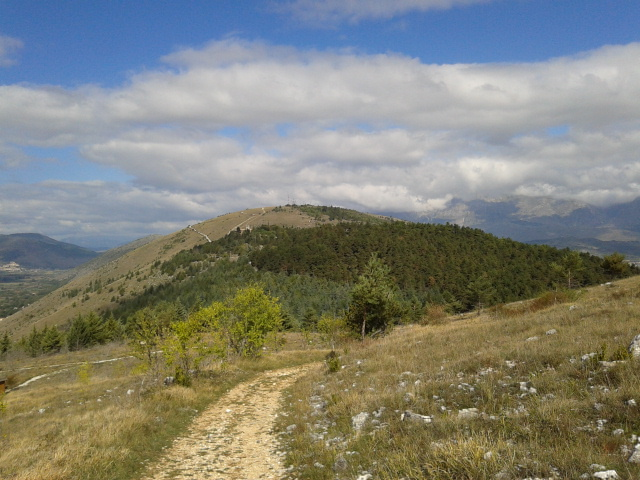
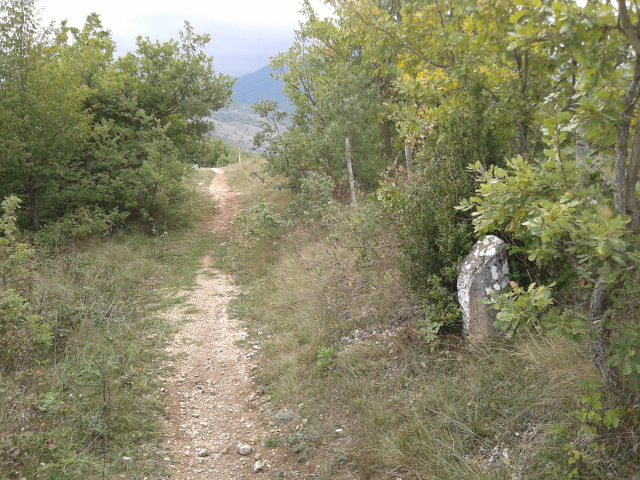
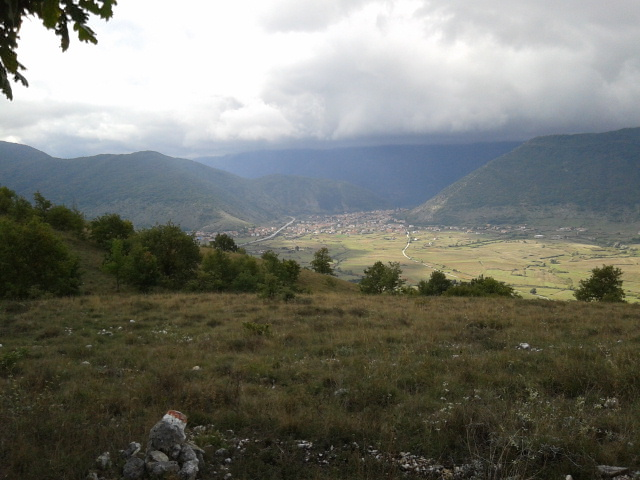
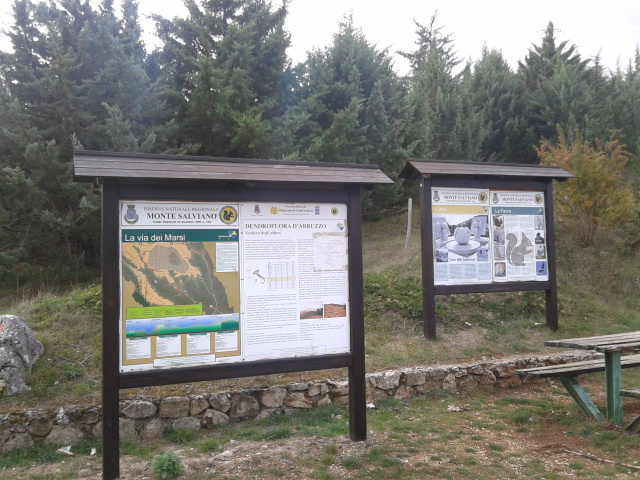